# Hubert Lanssiers
Hubert Lanssiers (Bruselas, Bélgica, 3 de noviembre de 1929 - Lima, Perú, 23 de marzo del 2006) fue un sacerdote belga de la congregación de los Sagrados Corazones, sobreviviente de la Segunda Guerra Mundial. Radicado en Perú desde 1964.

## Biografía
Su padre sirvió en la Legión Extranjera Francesa. Fue ordenado sacerdote el 8 de diciembre de 1959 en Tokio (Japón) a los 30 años de edad. Su primera misión fue en la isla de Hokkaidō.
Fue capellán de la Legión Extranjera Francesa en Argelia. Lanssiers estuvo en Vietnam y también en la entonces Kampuchea con las fuerzas de Pol Pot.
Llegó al Perú el 25 de marzo de 1964 a la comunidad de Monterrico en donde fue profesor de Filosofía. Ejerció el cargo de director del Colegio Sagrados Corazones Recoleta desde 1967 hasta 1969. En 1970 fue elegido consejero provincial por el capítulo provincial. Desde 1974 trabajó en los Penales de Castro Castro (Lurigancho), San Jorge, el Frontón y Santa Mónica (Chorrillos).
Fue profesor universitario de la Escuela de Periodismo en la Pontificia Universidad Católica del Perú; y en la Universidad Femenina del Sagrado Corazón. Desde el año 1992 desarrolló la labor de Presidente de la Comisión Gubernamental encargada de asumir la defensa de los presos inocentes.
En el año 1996 fue nombrado representante del presidente del Perú Alberto Fujimori en la Comisión Ad-Hoc de Indultos para los casos de personas injustamente detenidas por terrorismo y traición a la patria, cargo que ejerció hasta diciembre del año 1999, y que concluyó la labor de la mencionada comisión. Posteriormente, fue parte de la Comisión N° 27234 durante los gobiernos de Valentín Paniagua y Alejandro Toledo. Entre sus libros publicados se encuentra Los dientes del dragón.
Fue presidente de la Obra Recoletana de Solidaridad (ORES), hasta el día de su fallecimiento, el 23 de marzo del 2006.

## Reconocimientos
- Comendador de la Orden El Sol del Perú (1968). Otorgado por el Estado Peruano
- Premio Nacional de DD.HH. "Ángel Escobar Jurado" 1994. Otorgado por la Coordinadora Nacional de Derechos Humanos del Perú.
- Sacerdote del Año 1997 - Otorgado por el Diario "El Sol"
- Comendador de la Orden de Leopoldo. Otorgado por su Majestad el Rey Alberto II, de Bélgica - 1998
- Medalla de Honor del Congreso de la República - Otorgado por el Congreso de la República en el 2002.
- Medalla "Toribio Rodríguez de Mendoza". Otorgada por el Tribunal Constitucional del Perú en el 2004.
- Premio Colegio Médico del Perú. Diploma de Honor en reconocimiento al trabajo realizado en servicio de la vida, salud y comunidad.